# Zofia Wielowieyska
Zofia Wielowieyska z domu Tyszkiewicz (ur. 10 września 1929 w Klebanówce, zm. 16 grudnia 2022 w Warszawie) – polska działaczka Klubu Inteligencji Katolickiej.

## Życiorys
Taterniczka (instruktorka) i żeglarka. Zajmowała się młodzieżą w Sekcji Rodzin Klubu Inteligencji Katolickiej w Warszawie. Współzałożycielka klubu żeglarskiego KIK.
W 2006 „za wybitne zasługi dla rozwoju polskiej demokracji, za działalność na rzecz dialogu i dobra wspólnego” została odznaczona Krzyżem Kawalerskim Orderu Odrodzenia Polski.
Córka Tadeusza (1899–1966) i Zofii (1900–1974). Od 1951 żona Andrzeja Wielowieyskiego. Matka siedmiorga dzieci, w tym Agnieszki Wielowieyskiej i Dominiki Wielowieyskiej.
Zwana „Zulą”.
Pochowana na warszawskim cmentarzu w Aleksandrowie.